# Нова Британія
Нова Британія (англ. New Britain, застар. нім. Neupommern) — меланезійський острів у складі Папуа Нової Гвінеї. Є найбільшим островом архіпелагу Бісмарка, який до 1885 року називали Новобританським архіпелагом.

## Географія
Площа острова становить 36 520 км², на ньому проживає 513 000 людей. Його довжина становить 600 км, а максимальна ширина — 80 км. З 1966 року Нова Британія поділена на дві адміністративні одиниці — провінції Східна Нова Британія та Західна Нова Британія. Східна провінція за площею менша західної, але переважає її за кількістю жителів та значимістю.
Столицею Західної Нової Британії є місто Кімбе. Столицею Східної Нової Британії до виверження вулкана Тавурвур в 1994 році було місто Рабаул. Більшість його жителів утекли й осіли в місті Кокопо, що став згодом столицею, в тому числі завдяки своєму топологічно безпечнішому розташуванню.
Вздовж острова тягнеться розрізаний ущелинами гірський масив, найвищою точкою якого є вулкан Улавун (2334 м). Основна частина острова покрита тропічним лісом.
Протока Дампір відокремлює Нову Британію від острова Умбої, протоку Святого Георгія — від острова Нова Ірландія.

## Населення

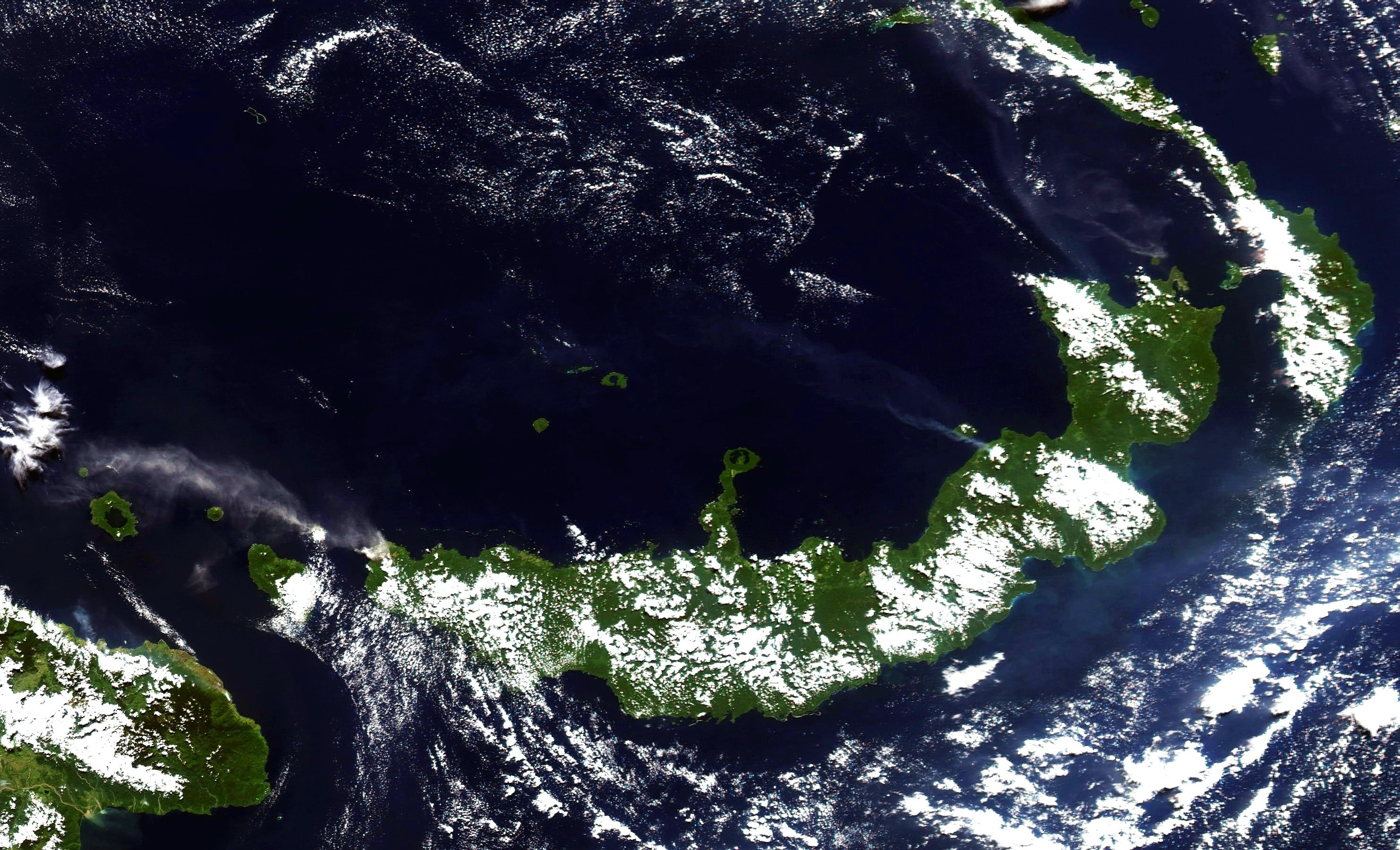
Знімок Нової Британії з космосу

Найдавнішою етнічною групою Нової Британії є папуаси. Другими за хронологічної послідовності острів заселили поселенці з Меланезії. Найчисленнішою етнічною групою є народність толаї. Народність байнінг, що живе в гірських місцевостях, здобула деяку популярність завдяки своєму ритуальному «вогненному танцю» і прикрасам пеніса. Крім них, на острові проживають народи кіленге, сулка та лакалаї.

## Історія
Нову Британію лише 1700 року відкрив британський мореплавець Вільям Дампір. З 1885 по 1899 роки острів був у володінні Німецької Новогвінейської Компанії і називався Новою Померанією (Neupommern). З 1899 по 1914 острів був частиною колонії Німецька Нова Гвінея. У цю епоху на острові промислово вирощувалася бавовна. У 1914 році Нову Британію завоювали австралійські війська й після закінчення Першої світової війни Австралія керувала островом, отримавши на це мандат Ліги Націй.
Під час Другої світової війни острів був окупований військами Японської імперії, що виграли в 1942 році битву за Рабаул. Американцям вдалося висадитися на північному заході острова (Operation Dexterity), а також біля мису Меркус на південному заході. Проте, тодішня столиця Рабаул не була завойована до самого кінця війни та була передана американцям лише після загальної японської капітуляції.